# Cerma cora
Cerma cora là một loài bướm đêm trong họ Noctuidae.